# Dubai (yacht)
M/Y Dubai är en megayacht tillverkad av Platinum Yachts i Tyskland. Redan på 1990-talet hade skeppsvarven Blohm + Voss och Lürssen blivit anlitade att bygga en megayacht till en bruneisk prins, Jefri Bolkiah. 1997 stoppades dock bygget av megayachtens skrov på grund av att prinsen fick finansiella svårigheter och det stod orört fram till 2001, när Dubais framtida emir Mohammed bin Rashid Al Maktoum köpte det. Al Maktoum anlitade Platinum Yachts för att slutföra den med en del modifikationer. Megayachten designades exteriört av Winch Design medan interiören designades av Platinum Yachts. Den levererades 2006 till Dubais emir till en kostnad på $400 miljoner.
Dubai är 162 meter lång och har en kapacitet upp till 72 passagerare. Den har en besättning på 88 besättningsmän samt minst en helikopter.

## Galleri

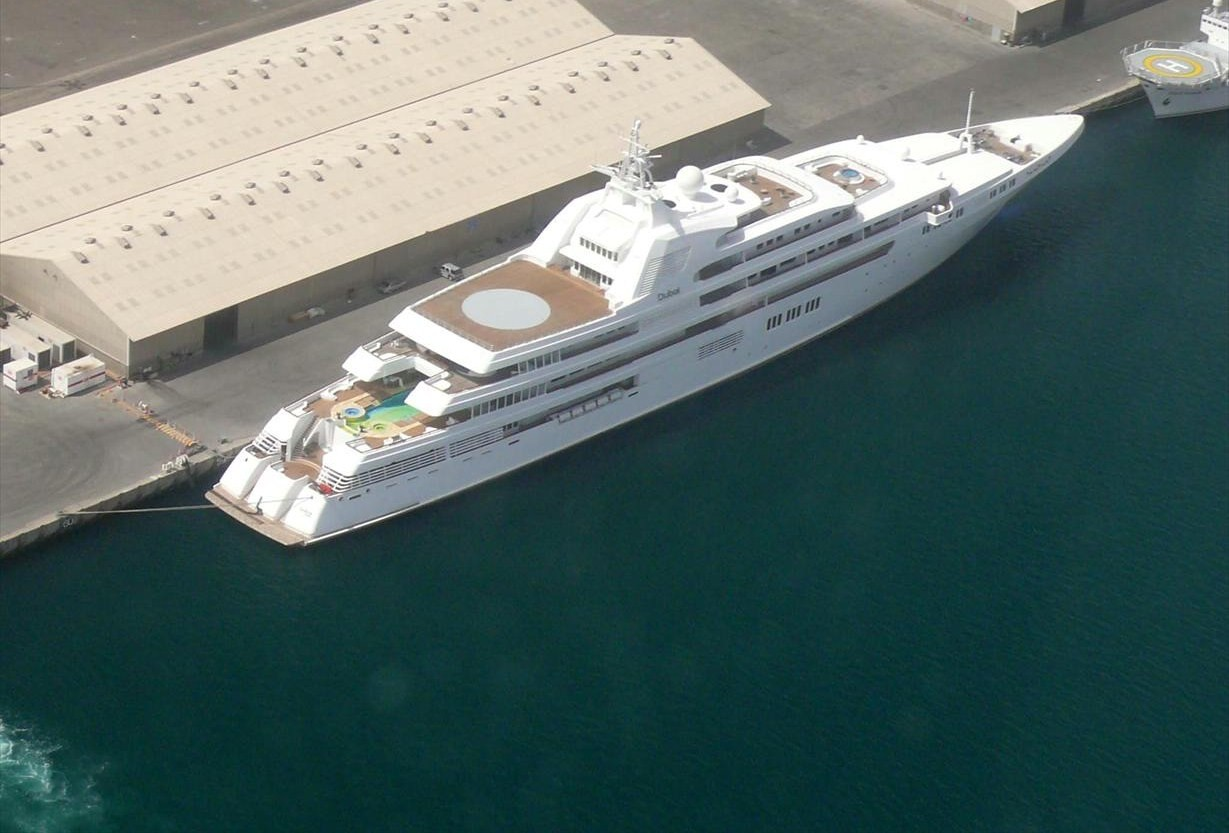
Dubai i en hamn i Dubai i Förenade Arabemiraten, 2008.